# Az a szép, akinek a szeme kék
Az Az a szép, akinek a szeme kék magyar nóta. Dallamát Dankó Pista Nem átkozom ibolyakék szemedet című dala első részéből Sally Géza táncdalszerző szerezte. Szövegét Pártos Jenő írta.

## Története
A nóta 1937-ben keletkezett és hatalmas sikert aratott, csárdásként játszották a zenekarok. Dankó Pista özvegye beperelte a dal zeneszerzőjét, Sally Gézát (más források szerint nem őt, hanem a szövegíró Pártos Jenőt), mert a dallamát több helyen hasonlónak találta Dankó egyik szerzeményével. A per megegyezéssel végződött, az özvegy kártérítést kapott.

## Felvételek
- Az a szép akinek a szeme kék. Szabo Charles  YouTube (2016. február 5.)  (Hozzáférés: 2016. április 18.) (audió, szöveg) Ének zongorakísérettel.
- Az a szép, akinek a szeme kék. Énekel: Lovay László, kísér: Déki Lakatos Sándor és cigányzenekara  YouTube (2011. január 1.)  (Hozzáférés: 2016. április 18.) (audió)
- Az a szép, akinek a szeme kék. YouTube (2014. szeptember 15.)  (Hozzáférés: 2016. április 18.) (audió) tangóharmonika.
- Vörös bort ittam az este - Az a szép az a szép. Lagzi Lajcsi  YouTube (2010. július 30.)  (audió) 1:44-től.